# Single numer jeden w roku 1979 (Japonia)
Notowanie Weekly Singles Chart (jap. 週間シングルチャート Shūkan Shinguru Chāto) przedstawia najlepiej sprzedające się single w Japonii. Publikowane jest ono przez magazyn Oricon Style, a dane kompletowane są przez Oricon w oparciu o cotygodniowe wyniki sprzedaży fizycznej singli. Poniżej znajdują się tabele prezentujące najpopularniejsze single w danych tygodniach w roku 1979.

## Oricon Weekly Singles Chart
| Data            | Utwór                                                                             | Wykonawca         | Źródło |
| --------------- | --------------------------------------------------------------------------------- | ----------------- | ------ |
| 1 stycznia      | „Chameleon Army” (jap. カメレオン・アーミー)                                      | Pink Lady         | [ 1 ]  |
| 8 stycznia      | „Chameleon Army” (jap. カメレオン・アーミー)                                      | Pink Lady         | [ 1 ]  |
| 15 stycznia     | „Chameleon Army” (jap. カメレオン・アーミー)                                      | Pink Lady         | [ 1 ]  |
| 22 stycznia     | „Chameleon Army” (jap. カメレオン・アーミー)                                      | Pink Lady         | [ 1 ]  |
| 29 stycznia     | „Champion” (jap. チャンピオン)                                                    | Alice             | [ 1 ]  |
| 5 lutego        | „Champion” (jap. チャンピオン)                                                    | Alice             | [ 1 ]  |
| 12 lutego       | „Champion” (jap. チャンピオン)                                                    | Alice             | [ 1 ]  |
| 19 lutego       | „Champion” (jap. チャンピオン)                                                    | Alice             | [ 1 ]  |
| 26 lutego       | „HERO (Hero ni naru toki, sore wa ima)” (jap. HERO（ヒーローになる時、それは今）) | Kai Band          | [ 1 ]  |
| 5 marca         | „HERO (Hero ni naru toki, sore wa ima)” (jap. HERO（ヒーローになる時、それは今）) | Kai Band          | [ 1 ]  |
| 12 marca        | „YOUNG MAN (Y.M.C.A.)”                                                            | Hideki Saijō      | [ 1 ]  |
| 19 marca        | „YOUNG MAN (Y.M.C.A.)”                                                            | Hideki Saijō      | [ 1 ]  |
| 26 marca        | „YOUNG MAN (Y.M.C.A.)”                                                            | Hideki Saijō      | [ 1 ]  |
| 2 kwietnia      | „YOUNG MAN (Y.M.C.A.)”                                                            | Hideki Saijō      | [ 1 ]  |
| 9 kwietnia      | „YOUNG MAN (Y.M.C.A.)”                                                            | Hideki Saijō      | [ 1 ]  |
| 16 kwietnia     | „Miserarete” (jap. 魅せられて)                                                    | Judy Ongg         | [ 1 ]  |
| 23 kwietnia     | „Miserarete” (jap. 魅せられて)                                                    | Judy Ongg         | [ 1 ]  |
| 30 kwietnia     | „Miserarete” (jap. 魅せられて)                                                    | Judy Ongg         | [ 1 ]  |
| 7 maja          | „Miserarete” (jap. 魅せられて)                                                    | Judy Ongg         | [ 1 ]  |
| 14 maja         | „Miserarete” (jap. 魅せられて)                                                    | Judy Ongg         | [ 1 ]  |
| 21 maja         | „Miserarete” (jap. 魅せられて)                                                    | Judy Ongg         | [ 1 ]  |
| 28 maja         | „Miserarete” (jap. 魅せられて)                                                    | Judy Ongg         | [ 1 ]  |
| 4 czerwca       | „Miserarete” (jap. 魅せられて)                                                    | Judy Ongg         | [ 1 ]  |
| 11 czerwca      | „Miserarete” (jap. 魅せられて)                                                    | Judy Ongg         | [ 1 ]  |
| 18 czerwca      | „Kimi no asa” (jap. きみの朝)                                                     | Satoshi Kishida   | [ 1 ]  |
| 25 czerwca      | „Kimi no asa” (jap. きみの朝)                                                     | Satoshi Kishida   | [ 1 ]  |
| 2 lipca         | „Kimi no asa” (jap. きみの朝)                                                     | Satoshi Kishida   | [ 1 ]  |
| 9 lipca         | „Kimi no asa” (jap. きみの朝)                                                     | Satoshi Kishida   | [ 1 ]  |
| 16 lipca        | „Kimi no asa” (jap. きみの朝)                                                     | Satoshi Kishida   | [ 1 ]  |
| 23 lipca        | „Omoide-zake” (jap. おもいで酒)                                                   | Sachiko Kobayashi | [ 1 ]  |
| 30 lipca        | „Kanpaku sengen” (jap. 関白宣言)                                                  | Masashi Sada      | [ 1 ]  |
| 6 sierpnia      | „Kanpaku sengen” (jap. 関白宣言)                                                  | Masashi Sada      | [ 1 ]  |
| 13 sierpnia     | „Kanpaku sengen” (jap. 関白宣言)                                                  | Masashi Sada      | [ 1 ]  |
| 20 sierpnia     | „Kanpaku sengen” (jap. 関白宣言)                                                  | Masashi Sada      | [ 1 ]  |
| 27 sierpnia     | „Kanpaku sengen” (jap. 関白宣言)                                                  | Masashi Sada      | [ 1 ]  |
| 3 września      | „Kanpaku sengen” (jap. 関白宣言)                                                  | Masashi Sada      | [ 1 ]  |
| 10 września     | „Kanpaku sengen” (jap. 関白宣言)                                                  | Masashi Sada      | [ 1 ]  |
| 17 września     | „Kanpaku sengen” (jap. 関白宣言)                                                  | Masashi Sada      | [ 1 ]  |
| 24 września     | „Kanpaku sengen” (jap. 関白宣言)                                                  | Masashi Sada      | [ 1 ]  |
| 1 października  | „Kanpaku sengen” (jap. 関白宣言)                                                  | Masashi Sada      | [ 1 ]  |
| 8 października  | „Sexual Violet No. 1” (jap. セクシャルバイオレットNo.1)                           | Masahiro Kuwana   | [ 1 ]  |
| 15 października | „Sexual Violet No. 1” (jap. セクシャルバイオレットNo.1)                           | Masahiro Kuwana   | [ 1 ]  |
| 22 października | „Sexual Violet No. 1” (jap. セクシャルバイオレットNo.1)                           | Masahiro Kuwana   | [ 1 ]  |
| 29 października | „Oyaji no ichiban nagai hi” (jap. 親父の一番長い日)                               | Masashi Sada      | [ 1 ]  |
| 5 listopada     | „Oyaji no ichiban nagai hi” (jap. 親父の一番長い日)                               | Masashi Sada      | [ 1 ]  |
| 12 listopada    | „Oyaji no ichiban nagai hi” (jap. 親父の一番長い日)                               | Masashi Sada      | [ 1 ]  |
| 19 listopada    | „Oyaji no ichiban nagai hi” (jap. 親父の一番長い日)                               | Masashi Sada      | [ 1 ]  |
| 26 listopada    | „Oyaji no ichiban nagai hi” (jap. 親父の一番長い日)                               | Masashi Sada      | [ 1 ]  |
| 3 grudnia       | „Oyaji no ichiban nagai hi” (jap. 親父の一番長い日)                               | Masashi Sada      | [ 1 ]  |
| 10 grudnia      | „Ihōjin” (jap. 異邦人)                                                            | Sayuri Kume       | [ 1 ]  |
| 17 grudnia      | „Ihōjin” (jap. 異邦人)                                                            | Sayuri Kume       | [ 1 ]  |
| 24 grudnia      | „Ihōjin” (jap. 異邦人)                                                            | Sayuri Kume       | [ 1 ]  |
| 31 grudnia      | „Ihōjin” (jap. 異邦人)                                                            | Sayuri Kume       | [ 1 ]  |